# Florin Lehaci
Florin Sorin Lehaci (* 26. März 1999 im Câmpulung Moldovenesc) ist ein rumänischer Ruderer. Er gewann bis 2024 vier Silbermedaillen und zwei Bronzemedaillen bei Europameisterschaften.

## Sportliche Karriere
Bei den Junioren-Weltmeisterschaften 2016 ruderte Lehaci im rumänischen Achter und belegte den siebten Platz. Im Jahr darauf wurde er bei den Junioren-Weltmeisterschaften 2017 zusammen mit Ștefan Berariu Zweiter im Zweier ohne Steuermann. 2018 ruderte Lehaci im Zweier mit Dumitru-Alexandru Ciobica auf den zweiten Platz bei den U23-Weltmeisterschaften. 2019 siegten Ciobica und Lehaci bei den U23-Weltmeisterschaften.
2020 ruderte Lehaci mit dem Achter auf den zweiten Platz bei den Europameisterschaften in Posen mit fast zwei Sekunden Rückstand auf den Deutschland-Achter. Im Jahr darauf belegte der rumänische Achter bei den Europameisterschaften 2021 in Varese den zweiten Platz, eine halbe Sekunde hinter den Briten. Bei den Olympischen Spielen in Tokio erreichte der rumänische Achter das Ziel im Vorlauf vor den Australiern. Im Hoffnungslauf kam das Boot hinter den Australiern über die Ziellinie, die Rumänen belegten den siebten Platz.
2022 trat Florin Lehaci bei den Europameisterschaften in München im Vierer ohne Steuermann an. Zusammen mit Mihăiță Țigănescu, Mugurel Semciuc und Ștefan Berariu erruderte er die Bronzemedaille hinter Briten und Niederländern. In der gleichen Besetzung trat der rumänische Vierer auch bei den Weltmeisterschaften in Račice u Štětí an und erreichte den vierten Platz mit sechs Sekunden Rückstand auf die drittplatzierten Niederländer. Die Ruderer aus dem Vierer gehörten auch zum rumänischen Achter der in Račice u Štětí den sechsten Platz belegte. 2023 bei den Europameisterschaften in Bled siegte erneut der britische Vierer vor den Niederländern, dahinter wurden die Franzosen Dritte mit 0,27 Sekunden Vorsprung vor den vier Rumänen. Im Achter wurde die rumänische Crew Zweite 0,05 Sekunden hinter den Briten. Bei den Weltmeisterschaften in Belgrad wurden die Rumänen Vierte im Achter mit fast einer Sekunde Rückstand auf die drittplatzierten Australier. Der Vierer belegte als Sieger des B-Finales den siebten Platz. Damit erreichten auch beide Boote die Qualifikation für die Olympischen Spiele 2024. Im April 2024 bei den Europameisterschaften in Szeged erreichte der rumänische Achter das Ziel hinter den Briten und den Deutschen, aber sechs Sekunden vor den viertplatzierten Italienern. Zusammen mit Florin Arteni trat Lehaci auch im Zweier ohne Steuermann an, die beiden gewannen die Silbermedaille hinter den Briten. Auch bei den Olympischen Spielen 2024 in Paris traten Lehaci und Arteni in beiden Bootsklassen an. Sie wurden Vierte im Zweier und Fünfte im Achter.
Seit 2023 ist Florin Lehaci mit der Ruderin Maria Tivodariu verheiratet.